# Tercera División RFEF 2021-22 (Grupo VIII)
La temporada 2021-22 del Grupo VIII de la Tercera División RFEF de fútbol comenzó el 4 de septiembre de 2021 y finalizó el 1 de mayo de 2022. Posteriormente se disputará la promoción de ascenso entre el 8 y el 15 de mayo en su fase territorial, y el 22 de mayo en su fase nacional. Durante esta campaña es el quinto nivel de las Ligas de fútbol de España para los clubes de Castilla y León, por debajo de la Segunda División RFEF y por encima de la Primera División Regional. Se trata de la primera edición bajo esta denominación después de la reestructuración de las categorías no profesionales por parte de la RFEF.

## Sistema de competición
Participan diecisiete clubes en un único grupo. Se enfrentan todos contra todos en dos ocasiones -una en campo propio y otra en campo contrario- durante un total de 34 jornadas. El orden de los encuentros se decide por sorteo antes de empezar la competición. La Federación de Fútbol de Castilla y León es la responsable de designar las fechas de los partidos y los árbitros de cada encuentro, reservando al equipo local la potestad de fijar el horario exacto de cada encuentro.
Una vez finalizada la competición, el primer clasificado asciende directamente a Segunda División RFEF y se proclama campeón de Tercera RFEF.
Los clasificados entre el segundo y el quinto lugar disputan un Play Off territorial en formato de eliminatorias a partido único en sede neutral. En caso de empate el vencedor de la eliminatoria es el equipo mejor clasificado. El equipo vencedor de este Play Off se clasifica a la Promoción de ascenso a Segunda División RFEF que tiene carácter de final interterritorial.
Los últimos clasificados, por confirmar el número, descienden directamente a Primera División Regional. Hay que tener en cuenta que existe la obligación federativa de conformar la Tercera RFEF para la temporada siguiente, la 2022-2023, en un máximo de 16 equipos; por lo que el número de descensos en esta temporada será proporcional a las necesidades de la Territorial de Castilla y León para ajustarse a ese número de equipos. 
El sistema de competición y las consecuencias clasificatorias fueron aprobadas por la RFEF.

## Ascensos y descensos
Los equipos que mantuvieron la categoría en la última temporada de Tercera División participan en la primera edición de Tercera División RFEF. Las posiciones de descenso indicadas son las absolutas de grupo, no de subgrupos de permanencia.
| Pos. | Ascendidos a 2.ª División RFEF |
| ---- | ------------------------------ |
| 1.º  | Gimnástica Segoviana C. F.     |
| 2.º  | C. D. Palencia Cristo Atlético |
| 4.º  | Burgos C. F. Promesas          |

| Pos. | Descendidos de 2.ª División B |
| ---- | ----------------------------- |
| 19.º | C.D. Guijuelo                 |

| Pos. | Ascendidos de Primera División Regional |
| ---- | --------------------------------------- |
| 1.º  | Palencia C. F. (Promoción)              |
| 1.º  | C. D. Ribert (Promoción)                |
| 2.º  | Ciudad Rodrigo C. F. (Promoción)        |

| Pos. | Descendidos a Primera División Regional |
| ---- | --------------------------------------- |
| 17.º | La Bañeza F. C.                         |
| 18.º | CyD Cebrereña                           |
| 19.º | C. D. Bupolsa                           |
| 20.º | C. D. Becerril                          |
| 21.º | C. D. La Granja                         |
| 22.º | C. D. Peñaranda de Bracamonte           |
| 23.º | Real Burgos C. F.                       |

### Cambios de entrenadores
| Equipo | Entrenador (Jornadas) | Fecha de vacante | Tipo de salida | Posición en la tabla | Entrenador entrante | Fecha de nombramiento |
| ------ | --------------------- | ---------------- | -------------- | -------------------- | ------------------- | --------------------- |

## Participantes

### Información sobre los equipos participantes
| Equipo                      | Localidad             | Fundación | Estadio                                 | Capacidad |
| --------------------------- | --------------------- | --------- | --------------------------------------- | --------- |
| S. D. Almazán               | Almazán               | 1967      | La Arboleda                             | 2.000     |
| Arandina C. F.              | Aranda de Duero       | 1987      | El Montecillo                           | 4.000     |
| Atlético Astorga F. C.      | Astorga               | 1944      | La Eragudina                            | 2.000     |
| Real Ávila C. F.            | Ávila                 | 1923      | Municipal Adolfo Suárez                 | 6.000     |
| Atlético Bembibre           | Bembibre              | 1922      | La Devesa                               | 2.750     |
| Júpiter Leonés              | Puente Castro         | 1929      | Área Deportiva de Puente Castro         | 4.600     |
| Ciudad Rodrigo C. F.        | Ciudad Rodrigo        | 1953      | Campo municipal Francisco Mateos        | 1.500     |
| C. D. C. Diocesanos - UCAV  | Ávila                 |           | Sancti Spiritu                          | 500       |
| C. D. Guijuelo              | Guijuelo              | 1974      | Municipal Luis Ramos                    | 2.000     |
| C. D. La Virgen del Camino  | La Virgen del Camino  | 1998      | Los Dominicos                           | 1.500     |
| C. D. Mirandés "B"          | Miranda de Ebro       | 2005      | Anduva                                  | 6.000     |
| C. D. Numancia de Soria "B" | Soria                 | 1979      | Ciudad deportiva Francisco Rubio Garcés | 1.000     |
| C. D. Ribert                | Salamanca             | 1970      | Pistas del Helmántico                   | 4.000     |
| Palencia C. F.              | Palencia              | 2013      | Campo municipal El Otero                | 600       |
| Salamanca C. F. UDS "B"     | Salamanca             | 2016      | Helmántico                              | 17.341    |
| U. D. Santa Marta de Tormes | Santa Marta de Tormes | 1982      | Alfonso San Casto                       | 1.000     |
| S. D. Atlético Tordesillas  | Tordesillas           | 1969      | Las Salinas                             | 3.500     |

### Equipos por Provincia
| N.º | Provincia  | Equipos                                                                                      |
| --- | ---------- | -------------------------------------------------------------------------------------------- |
| 2   | Ávila      | Diocesanos–UCAV y Real Ávila C.F.                                                            |
| 2   | Burgos     | Arandina C.F. y Mirandés "B"                                                                 |
| 4   | León       | Atlético Astorga, Atlético Bembibre, Júpiter Leonés y C.D. La Virgen del Camino              |
| 1   | Palencia   | Palencia C. F.                                                                               |
| 5   | Salamanca  | Ciudad Rodrigo C. F., C.D. Guijuelo, C. D. Ribert, Salamanca C.F. UDS "B" y U.D. Santa Marta |
| 2   | Soria      | S.D. Almazán y C.D. Numancia "B"                                                             |
| 1   | Valladolid | Atlético Tordesillas                                                                         |

| Almazán Arandina At. Astorga At. Bembibre Ciudad Rodrigo C.F. At. Tordesillas Diocesanos–UCAV Guijuelo Mirandés "B" Júpiter Leonés Virgen del Camino Numancia "B" C.D. Ribert Real Ávila Palencia C.F. Salamanca C.F. UDS "B" Santa Marta |

## Clasificación
| Pos. | Equipo                         | Pts. | PJ | G  | E  | P  | GF | GC | Dif. |                                                       |
| ---- | ------------------------------ | ---- | -- | -- | -- | -- | -- | -- | ---- | ----------------------------------------------------- |
| 1    | C. D. Guijuelo (A, C)          | 75   | 32 | 22 | 9  | 1  | 61 | 16 | +45  | Ascenso a Segunda División RFEF y Copa del Rey        |
| 2    | S. D. Almazán                  | 64   | 32 | 20 | 4  | 8  | 51 | 28 | +23  | Acceso a Promoción de Ascenso a Segunda División RFEF |
| 3    | Real Ávila C. F.               | 58   | 32 | 17 | 7  | 8  | 45 | 25 | +20  | Acceso a Promoción de Ascenso a Segunda División RFEF |
| 4    | C. D. Mirandés "B"             | 55   | 32 | 15 | 10 | 7  | 35 | 23 | +12  | Acceso a Promoción de Ascenso a Segunda División RFEF |
| 5    | S. D. Atlético Tordesillas     | 54   | 32 | 15 | 9  | 8  | 37 | 28 | +9   | Acceso a Promoción de Ascenso a Segunda División RFEF |
| 6    | Júpiter Leonés                 | 54   | 32 | 15 | 9  | 8  | 55 | 37 | +18  |                                                       |
| 7    | Arandina C. F.                 | 53   | 32 | 15 | 8  | 9  | 39 | 22 | +17  |                                                       |
| 8    | Palencia C. F.                 | 47   | 32 | 14 | 5  | 13 | 45 | 36 | +9   |                                                       |
| 9    | Atlético Astorga F. C.         | 42   | 32 | 12 | 6  | 14 | 33 | 37 | −4   |                                                       |
| 10   | Atlético Bembibre              | 40   | 32 | 11 | 7  | 14 | 32 | 40 | −8   |                                                       |
| 11   | C. D. La Virgen del Camino     | 39   | 32 | 10 | 9  | 13 | 28 | 34 | −6   |                                                       |
| 12   | C. D. Numancia de Soria "B"    | 36   | 32 | 9  | 9  | 14 | 41 | 49 | −8   |                                                       |
| 13   | U. D. Santa Marta de Tormes    | 35   | 32 | 10 | 5  | 17 | 37 | 49 | −12  |                                                       |
| 14   | C. D. Ribert (D)               | 32   | 32 | 7  | 11 | 14 | 34 | 49 | −15  | Descenso a Primera División Regional                  |
| 15   | Salamanca C. F. UDS "B" (D)    | 30   | 32 | 8  | 6  | 18 | 22 | 51 | −29  | Descenso a Primera División Regional                  |
| 16   | Ciudad Rodrigo C. F. (D)       | 20   | 32 | 5  | 5  | 22 | 29 | 65 | −36  | Descenso a Primera División Regional                  |
| 17   | C. D. C. Diocesanos - UCAV (D) | 19   | 32 | 4  | 7  | 21 | 21 | 56 | −35  | Descenso a Primera División Regional                  |

Actualizado a los partidos jugados el 1 de mayo de 2022.
 Fuente: Resultados Fútbol

## Resultados
| Local \ Visitante           | ALM | ARA | AST | AVI | BEM | CIU | CDL | DIO | GUI | LVC | MIR | NUM | PAL | RIB | SAL | SMT | TOR |
| --------------------------- | --- | --- | --- | --- | --- | --- | --- | --- | --- | --- | --- | --- | --- | --- | --- | --- | --- |
| S. D. Almazán               | —   | 2–1 | 3–0 | 3–2 | 2–1 | 4–0 | 2–0 | 1–0 | 2–2 | 2–0 | 2–0 | 1–0 | 2–1 | 3–1 | 3–0 | 2–0 | 0–0 |
| Arandina C. F.              | 2–0 | —   | 1–0 | 0–0 | 0–0 | 3–1 | 0–1 | 3–1 | 1–1 | 2–1 | 0–0 | 5–0 | 1–0 | 2–1 | 1–0 | 1–0 | 0–0 |
| Atlético Astorga F. C.      | 0–1 | 0–3 | —   | 0–0 | 0–1 | 3–2 | 0–3 | 2–3 | 1–2 | 2–1 | 0–1 | 0–1 | 2–1 | 1–1 | 3–0 | 2–1 | 3–1 |
| Real Ávila C. F.            | 0–0 | 2–1 | 0–1 | —   | 4–0 | 4–1 | 0–1 | 1–0 | 0–0 | 0–1 | 1–1 | 5–0 | 2–0 | 1–0 | 1–2 | 2–1 | 1–0 |
| Atlético Bembibre           | 1–1 | 1–0 | 0–0 | 0–2 | —   | 4–1 | 2–1 | 1–0 | 0–0 | 0–0 | 0–1 | 1–1 | 1–4 | 4–1 | 1–2 | 2–1 | 2–2 |
| Ciudad Rodrigo C. F.        | 1–3 | 0–2 | 0–0 | 1–0 | 0–2 | —   | 0–2 | 4–0 | 1–2 | 1–2 | 0–2 | 1–3 | 0–2 | 2–3 | 1–0 | 1–0 | 1–2 |
| C. D. L. Júpiter Leonés     | 2–1 | 1–0 | 2–3 | 0–1 | 3–1 | 4–4 | —   | 1–1 | 1–2 | 5–2 | 1–1 | 1–3 | 0–0 | 6–1 | 1–0 | 1–1 | 0–2 |
| C. D. C. Diocesanos - UCAV  | 2–1 | 0–2 | 0–1 | 0–2 | 1–0 | 0–0 | 1–4 | —   | 1–1 | 0–3 | 0–0 | 2–2 | 0–1 | 1–1 | 1–0 | 1–4 | 0–2 |
| C. D. Guijuelo              | 3–0 | 2–0 | 1–0 | 4–0 | 1–0 | 3–0 | 1–1 | 2–1 | —   | 3–0 | 1–0 | 1–0 | 5–0 | 3–1 | 0–0 | 5–0 | 3–0 |
| C. D. La Virgen del Camino  | 2–0 | 1–0 | 0–0 | 0–1 | 0–1 | 1–1 | 1–0 | 1–0 | 0–3 | —   | 1–1 | 0–1 | 0–0 | 1–1 | 1–2 | 4–1 | 3–0 |
| C. D. Mirandés "B"          | 2–0 | 2–1 | 1–0 | 2–3 | 1–0 | 1–0 | 1–3 | 1–1 | 0–1 | 0–0 | —   | 2–0 | 1–0 | 1–2 | 1–2 | 2–1 | 0–0 |
| C. D. Numancia de Soria "B" | 1–3 | 3–1 | 2–3 | 1–2 | 1–2 | 3–1 | 1–1 | 2–0 | 1–2 | 0–0 | 1–2 | —   | 2–0 | 2–2 | 1–2 | 4–1 | 0–0 |
| Palencia C. F.              | 1–0 | 1–1 | 2–1 | 3–3 | 1–0 | 4–0 | 0–1 | 4–0 | 3–2 | 2–0 | 1–2 | 2–0 | —   | 0–0 | 4–0 | 2–1 | 3–4 |
| C. D. Ribert                | 1–2 | 1–1 | 0–2 | 1–2 | 1–3 | 1–0 | 1–1 | 4–2 | 1–1 | 0–1 | 1–1 | 1–1 | 0–2 | —   | 3–0 | 1–0 | 2–0 |
| Salamanca C. F. UDS "B"     | 0–3 | 0–2 | 1–2 | 0–3 | 2–1 | 2–2 | 1–2 | 1–0 | 0–2 | 0–0 | 0–3 | 1–1 | 2–1 | 0–0 | —   | 1–1 | 0–2 |
| U. D. Santa Marta de Tormes | 1–2 | 0–2 | 1–1 | 0–0 | 4–0 | 2–0 | 2–4 | 2–1 | 0–1 | 2–1 | 1–3 | 1–1 | 1–0 | 1–0 | 2–1 | —   | 2–0 |
| S. D. Atlético Tordesillas  | 1–0 | 0–0 | 1–0 | 1–0 | 2–0 | 1–2 | 1–1 | 2–1 | 1–1 | 3–0 | 0–0 | 2–1 | 2–0 | 2–0 | 2–0 | 1–2 | —   |

### Máximos goleadores
| Pos. | Jugador          | Equipo                      | Goles |
| ---- | ---------------- | --------------------------- | ----- |
| 1.º  | Garban           | Palencia C. F.              | 18    |
| 2.º  | Ivi              | Real Ávila C. F.            | 15    |
| 3.º  | Adrián Martiña   | U. D. Santa Marta de Tormes | 14    |
| 4.º  | Daniel Fernández | C. D. Numancia de Soria "B" | 14    |
| 5.º  | José Giráldez    | C. D. Guijuelo              | 13    |

## Play Off de Ascenso a Segunda División RFEF
Equipos clasificados
- 4 equipos

| Pos. | Grupo VIII                 |
| ---- | -------------------------- |
| 2.°  | S. D. Almazán              |
| 3.°  | Real Ávila C. F.           |
| 4.°  | C. D. Mirandés "B"         |
| 5.°  | S. D. Atlético Tordesillas |

|  | Semifinales                         | Semifinales                         |                    |                            | Final              | Final              |  |
|  | 7 de mayo de 2022 8 de mayo de 2022 | 7 de mayo de 2022 8 de mayo de 2022 |                    |                            | 15 de mayo de 2022 | 15 de mayo de 2022 |  |
|  |                                     |                                     |                    |                            |                    |                    |  |
|  |                                     |                                     |                    |                            |                    |                    |  |
|  | S. D. Almazán                       | 0                                   |                    |                            |                    |                    |  |
|  | S. D. Almazán                       | 0                                   |                    |                            |                    |                    |  |
|  | S. D. Atlético Tordesillas          | 1                                   |                    |                            |                    |                    |  |
|  | S. D. Atlético Tordesillas          | 1                                   |                    | S. D. Atlético Tordesillas | 2                  |                    |  |
|  |                                     |                                     |                    | S. D. Atlético Tordesillas | 2                  |                    |  |
|  |                                     |                                     | C. D. Mirandés "B" | 1                          |                    |                    |  |
|  | Real Ávila C. F.                    | 1                                   | C. D. Mirandés "B" | 1                          |                    |                    |  |
|  | Real Ávila C. F.                    | 1                                   |                    |                            |                    |                    |  |
|  | C. D. Mirandés "B" (t. s.)          | 3                                   |                    |                            |                    |                    |  |
|  | C. D. Mirandés "B" (t. s.)          | 3                                   |                    |                            |                    |                    |  |
|  |                                     |                                     |                    |                            |                    |                    |  |

## Clasificados a la Copa del Rey
| Bandera de Castilla y León | Bandera de Castilla y León |
| C. D. Guijuelo             | S. D. Almazán              |
| 1.º Grupo                  | 2.º Grupo                  |

Nota: Hay posibilidad de que el subcampeón u otro clasificado posterior se clasifique a la Copa del Rey siempre que no sea un equipo filial.